# Christopher Tomlinson
Pour les articles homonymes, voir Tomlinson.
Christopher « Chris » George Tomlinson (né le 13 septembre 1981 à Middlesbrough) est un athlète britannique spécialiste du saut en longueur. Il mesure 1,94 m pour 80 kg. Son club est le Newham & Essex Beagles.

## Carrière
Son plus grand succès est une médaille de bronze obtenue lors des Championnats d'Europe d'athlétisme 2010 de Barcelone où il réalise son meilleur saut de l'année avec 8,23 m. Il s'incline face à l'Allemand Christian Reif et au Français Kafétien Gomis.
En juillet 2011, lors du Meeting Areva de Paris-Saint-Denis, Chris Tomlinson établit un nouveau record du Royaume-Uni avec un saut à 8,35 m, réussi à son troisième essai, s'inclinant de quatre centimètres face au Panaméen Irving Saladino.

## Palmarès
| Date | Compétition                       | Lieu              | Résultat | Performance |
| ---- | --------------------------------- | ----------------- | -------- | ----------- |
| 2000 | Championnats du monde juniors     | Santiago du Chili | 12e      | 7,29 m      |
| 2002 | Championnats d'Europe             | Munich            | 6e       | 7,78 m      |
| 2002 | Coupe du monde des nations        | Madrid            | 6e       | 7,85 m      |
| 2002 | Jeux du Commonwealth              | Manchester        | 6e       | 7,79 m      |
| 2003 | Championnats du monde             | Paris             | 9e       | 7,93 m      |
| 2004 | Championnats du monde en salle    | Budapest          | 6e       | 8,17 m      |
| 2004 | Jeux olympiques                   | Athènes           | 5e       | 8,25 m      |
| 2004 | Finale mondiale d'athlétisme      | Monaco            | 6e       | 7,90 m      |
| 2006 | Jeux du Commonwealth              | Melbourne         | 6e       | 7,96 m      |
| 2006 | Championnats d'Europe             | Göteborg          | 9e       | 7,74 m      |
| 2007 | Championnats d'Europe en salle    | Birmingham        | 5e       | 7,89 m      |
| 2007 | Finale mondiale d'athlétisme      | Stuttgart         | 5e       | 7,93 m      |
| 2008 | Championnats du monde en salle    | Valence           | 2e       | 8,06 m      |
| 2009 | Championnats du monde             | Berlin            | 8e       | 8,06 m      |
| 2010 | Championnats d'Europe             | Barcelone         | 3e       | 8,23 m      |
| 2011 | Championnats d'Europe par équipes | Stockholm         | 3e       | 8,12 m      |
| 2011 | Championnats du monde             | Daegu             | 11e      | 7,87 m      |
| 2012 | Jeux olympiques d'été             | Londres           | 6e       | 8,07 m      |
| 2013 | Championnats d'Europe en salle    | Göteborg          | 7e       | 7,95 m      |
| 2013 | Ligue de diamant                  | Ligue de diamant  | 4e       | détails     |
| 2014 | Jeux du Commonwealth              | Glasgow           | 5e       | 7,99 m      |
| 2014 | Championnats d'Europe             | Zurich            | 11e      | 7,75 m      |

## Records
| Épreuve   | Performance | Lieu        | Date           |
| --------- | ----------- | ----------- | -------------- |
| Plein air | 8,35 m      | Saint-Denis | 8 juillet 2011 |
| Salle     | 8,18 m      | Stuttgart   | 2 février 2008 |